# Lü Fan
Lü Fan (overleden in 228), omgangsnaam Ziheng, was een officier onder Sun Quan ten tijde van de late Oostelijke Han-periode en het vroege Drie Koninkrijken-tijdperk in China. 
Hij werd opperbevelhebber van het leger van generaal Sun Ce door middel van een spelletje Weiqi. Na Sun Ce's dood in 200 werd Lü Fan een vertrouweling van diens broer, Sun Quan, die de leiding kreeg over het koninkrijk Wu. Lü Fan vocht mee in verschillende veldslagen. Pas in 229, een jaar na Lü Fans overlijden, liet Sun Quan zich keizer kronen.